# VizieR
The VizieR Catalogue Service è un servizio di cataloghi astronomici gestito dal Centre de Données astronomiques de Strasbourg (CDS).
L'origine di VizieR risale al 1993, quando nasce l'European Space Information System Catalogue Browser (ESIS) dell'Agenzia Spaziale Europea. Inizialmente l'intento era di servire la comunità scientifica con un database collegato in rete antecedente all'avvento del World Wide Web, con la possibilità di accedere in modo eterogeneo e uniforme a cataloghi e dati.
Il Centre de Données astronomiques de Strasbourg è sempre stato un punto di riferimento per gli astronomi impegnati nelle ricerche, che potevano avere accesso a dati normalmente pubblicati dalle principali riviste astronomiche. Il nuovo servizio di VizieR è stato ristrutturato nel 1997 dal CDS per poter meglio servire la comunità in termini di capacità di ricerca e volume dei dati. Da allora è divenuto il catalogo più conosciuto in campo astronomico, con 9800 cataloghi presenti al marzo 2012.
Con la comparsa dell'Astrophysical Virtual Observatory VizieR è divenuto la fonte più importante di tutti i dati catalogati in campo astronomico.